# Oh, Mr Porter!
Pour plus de détails, voir Fiche technique et Distribution.
Oh, Mr Porter! est un film britannique réalisé par Marcel Varnel, sorti en 1937.

## Synopsis
Déplacement cocasse en train de l'équipe irlandaise fictive de Buggleskelly Wednesday FC.

## Fiche technique
- Titre : Oh, Mr Porter!
- Titre original : Oh, Mr. Porter!
- Réalisation : Marcel Varnel, assisté de Roy Ward Baker (non crédité)
- Scénario : Frank Launder, J.O.C. Orton, Val Guest et Marriott Edgar
- Production : Edward Black (non crédité), pour Gainsborough Pictures et Gaumont British Picture Corporation
- Musique : Charles Williams (non crédité)
- Musique additionnelle et direction musicale : Louis Levy
- Photographie : Arthur Crabtree
- Montage : R.E. Dearing
- Second assistant réalisateur : Roy Ward Baker (non crédité)
- Décors : Alex Vetchinsky
- Durée : 85 minutes
- Pays d'origine :  Royaume-Uni
- Genre : Comédie
- Langue : anglais
- Format : Noir et Blanc - 1,37:1
- Dates de sortie :
  - 5 octobre 1937  Royaume-Uni (Londres)
  - 1950  Allemagne de l'Ouest

## Distribution
- Will Hay : William Porter
- Moore Marriott : Jeremiah Harbottle
- Graham Moffatt : Albert
- Sebastian Smith : M. Trimbletow
- Agnes Lauchlan : Madame Trimbletow
- Percy Walsh : Superintendent
- Dennis Wyndham : Grogan
- Dave O'Toole : Postier
- Frank Atkinson : Irlandais dans le Barney's bar
- Bryan Herbert : Policier ferroviaire
- Frederick Piper : M. Leadbetter
- Charles Rolfe : Cheminot
- Beatrice Varley : Fille dans le Barney's Bar

## Récompenses et distinctions
- Le critique cinématographique Barry Norman place ce film parmi ses 100 meilleurs films de tous les temps.

## Autour du film
- Le titre du film vient d'une chanson de music-hall du début du siècle qui raconte le voyage d'une femme seule, incapable et paniquée, en train.